# Рідкодубське сільське поселення
Рідкоду́бське сільське поселення (рос. Редкодубское сельское поселение) — муніципальне утворення у складі Ардатовського району Мордовії, Росія. Адміністративний центр — село Рідкодуб'є.

## Історія
Станом на 2002 рік існували Великополянська сільська рада (села Велика Поляна, Соснове, присілок Суподеєвка, селище Лісозавод), Михайловська сільська рада (село Михайловка, селища Калиновка-Мордовська, Мокровка), Рідкодубська сільська рада (село Рідкодуб'є, селище Федоровка) та Турдаковська сільська рада (села Смольково, Турдаково).
13 липня 2009 року було ліквідовано Великополянське сільське поселення (село Великі Поляни), його територія увійшла до складу Рідкодубського сільського поселення.
24 квітня 2019 року було ліквідовано Лісозаводське сільське поселення (села Михайловка, Соснове, присілок Суподеєвка, селища Калиновка-Мордовська, Лісозавод, Мокровка) та Турдаковське сільське поселення (села Смольково, Турдаково), їхні території увійшли до складу Рідкодубського сільського поселення.

## Населення
Населення — 2017 осіб (2019, 2401 у 2010, 2554 у 2002).

## Склад
До складу поселення входять такі населені пункти:
| Населений пункт              | Населення, осіб (2002) | Населення, осіб (2010) |
| ---------------------------- | ---------------------- | ---------------------- |
| Великі Поляни, село          | 244                    | 214                    |
| Калиновка-Мордовська, селище | 20                     | 4                      |
| Лісозавод, селище            | 309                    | 268                    |
| Михайловка, село             | 23                     | 1                      |
| Мокровка, селище             | 0                      | 1                      |
| Рідкодуб'є, село             | 1340                   | 1365                   |
| Смольково, село              | 162                    | 149                    |
| Соснове, село                | 95                     | 61                     |
| Суподеєвка, присілок         | 33                     | 20                     |
| Турдаково, село              | 312                    | 318                    |
| Федоровка, присілок          | 16                     | 0                      |